# L’art de toucher le clavecin

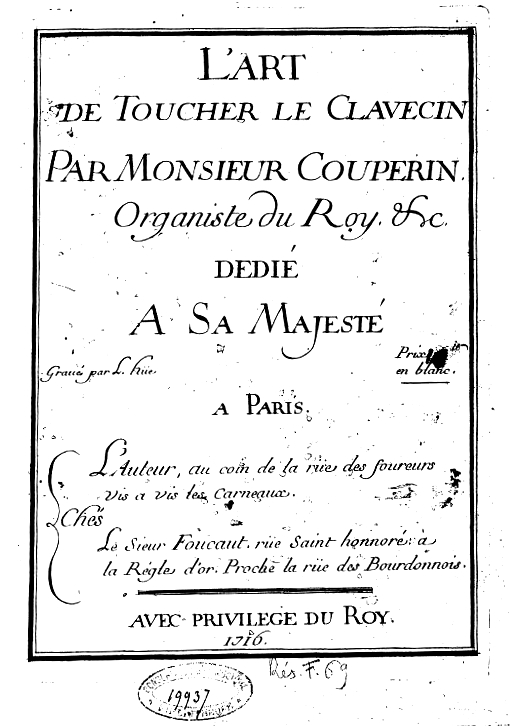
Frontispiz der Erstausgabe

L’art de toucher le clavecin (Die Kunst das Cembalo zu spielen) ist ein musikpädagogischer Traktat des französischen Komponisten François Couperin. Es erschien erstmals 1716 und wurde 1717 neu aufgelegt.

## Inhalt und Geschichte
Nachdem François’ Vater Charles Couperin 1679 gestorben war, übernahm Michel-Richard Delalande zunächst dessen Stellvertretung als Organist an der Kirche St-Gervais-St-Protais in Paris. Die Kirchenoberen stellten dem elfjährigen François zwar Mittel zur musikalischen Ausbildung zur Verfügung, er konnte jedoch in dieser Zeit keine allgemeine Schulausbildung erlangen. Dies wirkt sich auch auf L’art de toucher le clavecin aus, das durch umgangssprachliche Wendungen und ein beträchtliches Durcheinander in der Präsentation gekennzeichnet ist.
Ein Autograph der Abhandlung ist nicht erhalten, hingegen finden sich Kopien der zwei zu Couperins Lebzeiten veröffentlichten Druckausgaben. Die Erstausgabe von 1716 umfasst neben acht Préludes und einer zweistimmigen, eigens komponierten Allemande auch Angaben zu Verzierungen, zur inegalen Rhythmisierung und zu Fingersätzen in Couperins Pièces de Clavecin, die im Zuge der Alte-Musik-Bewegung von bedeutendem musikhistorischem Interesse sind. Die neue verbesserte Ausgabe von 1717 enthält eine Aufforderung an die Besitzer der Erstausgabe, ihre Exemplare gegen neue einzutauschen, um nicht geschädigt zu sein.
Zusammen mit Nicolas Sirets zweitem Band von Cembalostücken, die 1719 erschienen, gehört L’art de toucher le clavecin zu den spätesten Werken, die Préludes non mesurés enthalten, obwohl zu pädagogischen Zwecken stets Taktstriche angegeben werden.
Beginn des Prélude Nr. 8:

## Zitate
„Dieses Instrument hat seine Eigenheiten, wie die Violine die ihren. Wenn das Cembalo seine Töne nicht schwellen lassen kann, wenn die schnelle Wiederholung des gleichen Tones ihm nicht sonderlich ansteht, so hat es dafür andere Vorzüge: Genauigkeit, Klarheit, Glanz und den (größeren) Umfang.“

„Man muss vor allem das Feingefühl für die Tasten entwickeln und stets ein gut bekieltes Instrument haben. Ich begreife jedoch, dass es Leute gibt, denen das gleichgültig sein kann, weil sie auf jedem Instrument gleich schlecht spielen.“

## Ausgaben (Auswahl)
- Herausgegeben und ins Deutsche übersetzt von Anna Linde. Englische Übersetzung von Mevanwy Roberts. Breitkopf & Härtel, Wiesbaden 1933/1961. Edition Breitkopf Nr. 5560

## Aufnahmen (Auswahl)
- Jean-Patrice Brosse
- Federico Caldara